# Jean-Louis Deville
Pour les articles homonymes, voir Deville.
Jean-Louis Deville, né à Sainte-Marie-à-Py le 7 septembre 1757, mort au même endroit le 22 août 1834, est un homme politique français, membre de la Convention nationale et député aux Conseil des Cinq-Cents.

## Biographie
La monarchie constitutionnelle mise en place par la constitution du 3 septembre 1791 prend fin à l'issue de la journée du 10 août 1792 : les bataillons de fédérés bretons et marseillais et les insurgés des faubourgs de Paris prennent le palais des Tuileries. Louis XVI est suspendu et incarcéré avec sa famille à la tour du Temple.
En septembre 1792, François Deville, alors administrateur de la Marne, est élu député du département, le cinquième sur dix, à la Convention nationale.

Il siège sur les bancs de la Montagne. Lors du procès de Louis XVI, il vote la mort et rejette l'appel au peuple et le sursis à l'exécution de la peine. Le 13 avril 1793, il vote contre la mise en accusation de Jean-Paul Marat :
Les aristocrates de toutes les époques ont toujours dit du mal de Marat, ont toujours persécuté Marat ; en conséquence, je vote qu'il n'y a pas lieu à accusation contre Marat.
En mai, il est absent lors du scrutin sur le rétablissement de la Commission des Douze. 
Deville est en effet envoyé en mission durant son mandat : 
- Le 8 mars 1793, aux côtés d'André Dumont (député de la Somme), il est envoyé auprès de la section du Faubourg-Montmartre[5].
- Le 9 du même mois, aux côtés de Louis-Antoine de Saint-Just (député de l'Aisne), il est envoyé dans les départements de l'Aisne et des Ardennes afin d'accélérer la levée en masse décrétée en février[6].
- Le 30 avril, il est envoyé auprès de l'armée des Ardennes aux côtés de Nicolas Hentz (député de la Moselle), de François Laporte (député du Haut-Rhin) et de Jean-Baptiste Milhaud (député du Cantal)[7].

Élu député de la Marne au Conseil des Cinq-Cents le 21 vendémiaire an IV, par 132 voix sur 174 votants, il appuya (11 ventôse) en ces termes un message du Directoire concernant certains magistrats : « On ne peut considérer les hommes dont il est question que comme des royalistes; or, à la fin de la session, la Convention nationale a décrété la déportation de tous les royalistes. Je demande que la commission que vous venez de créer présente les moyens d'exécuter la loi à l'égard des juges qui ont refusé de prêter le serment de haine à la royauté. » Le 23 frimaire an V, sur sa motion, le Conseil adressa un message au Directoire pour avoir des renseignements sur la multiplicité des suspensions de ventes des domaines nationaux, et chargea une commission de rechercher les moyens d'activer l'aliénation de ces domaines. Le 9 pluviôse an V, Deville proposa l'envoi d'un message au Directoire pour avoir, par département, un état des individus rayés de la liste des émigrés (adopté).
Deville fut nommé par le gouvernement consulaire sous-inspecteur des forêts à Reims (an X). La première Restauration le révoqua de ces fonctions. Atteint par la loi du 12 janvier 1816 condamnant les régicides ayant soutenu les Cent-Jours, Deville se réfugia à Bouillon, et protesta à plusieurs reprises contre son exil, notamment le 24 avril 1825, dans une lettre apostillée par Boissy-d'Anglas.

## Sources
- « Jean-Louis Deville », dans Adolphe Robert et Gaston Cougny, Dictionnaire des parlementaires français, Edgar Bourloton, 1889-1891 [détail de l’édition]